# Carta de Jeremías

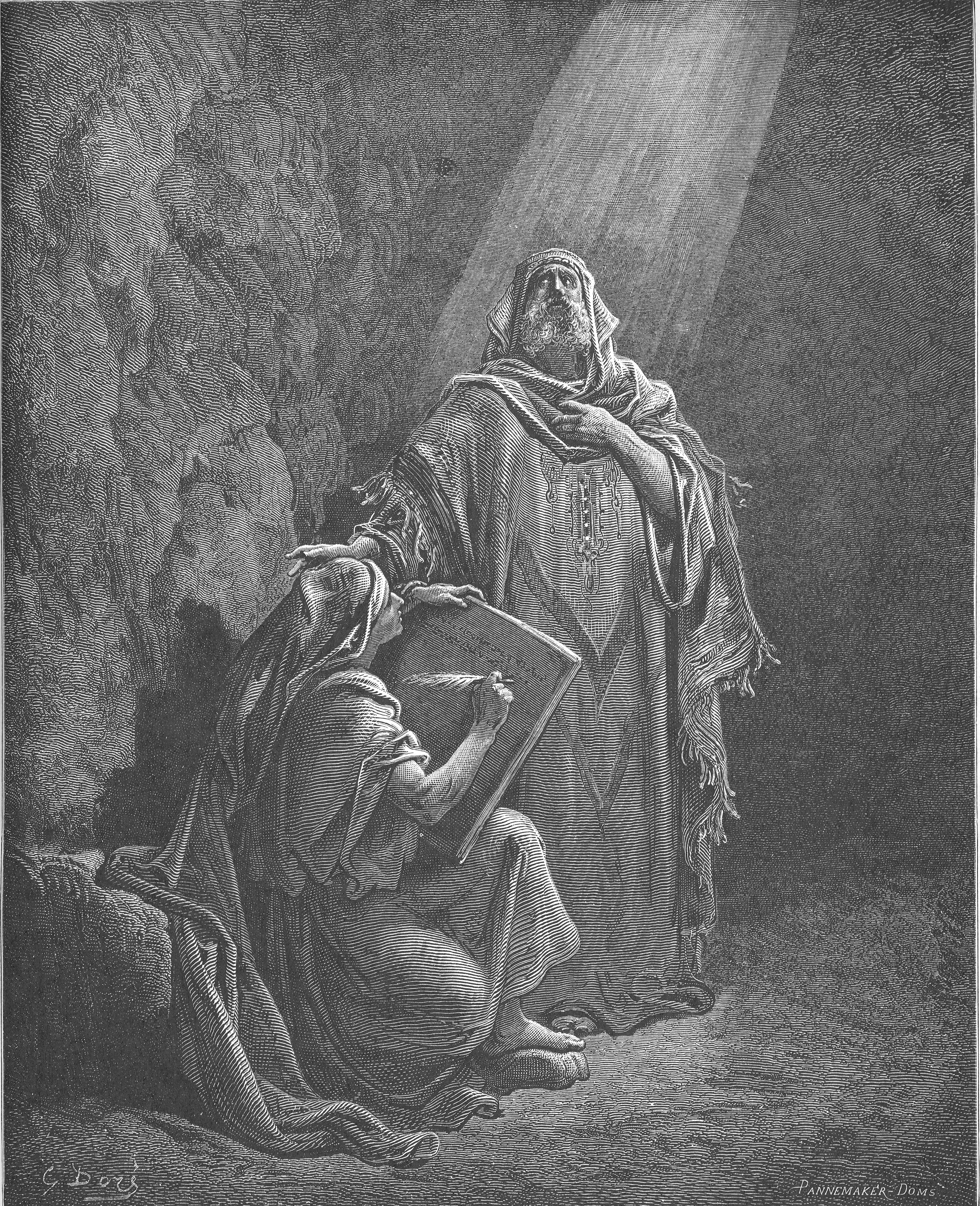
Baruc escribe las profecías de Jeremías (Jer. 36:4)

La Carta de Jeremías, también conocida como la Epístola de Jeremías, es un libro deuterocanónico del Antiguo Testamento;  esta carta pretende haber sido escrita por Jeremías a los judíos que estaban a punto de ser llevados cautivos a Babilonia por  Nabucodonosor.  En las biblias católicas aparece incluido como el capítulo final del Libro de Baruc (Baruch 6). En las biblias ortodoxas, por su parte, es un libro separado (si bien hay que aclarar que en la actual Biblia católica en línea en la página oficial del Vaticano la Carta de Jeremías es un libro separado, el penúltimo del Antiguo Testamento).

## Autor
Según el texto de la carta, el autor es el profeta bíblico Jeremías.  El mismo Libro de Jeremías bíblico contiene las palabras de una carta enviada por Jeremías "desde Jerusalén" a los "cautivos" en Babilonia (Jeremías 29:1–23).  La Carta de Jeremías se presenta a sí misma como una correspondencia similar.
| Carta de Jeremías 1 | Jeremías 29:1 |
| --- | --- |
| Copia de una epístola que Jeremías envió a los que iban a ser llevados cautivos a Babilonia por el rey de los babilonios, para certificarlos, como Dios lo había ordenado. | Estas son las palabras de la carta que el profeta Jeremías envió desde Jerusalén al resto de los ancianos que fueron llevados cautivos ... y a todo el pueblo que Nabucodonosor había llevado cautivo de Jerusalén a Babilonia. |

Como Edwin Gifford dice: El hecho de que Jeremías hubiera escrito una de esas cartas a los cautivos parece haber sugerido la idea de dignificar con su nombre otra carta que no se escribió en realidad hasta muchas edades después de su muerte. Contra el punto de vista tradicional, la mayoría de los estudiosos contemporáneos están de acuerdo en que el autor no fue Jeremías: una excepción es el comentarista católico FH Reusch. Los principales argumentos presentados son la calidad literaria, así como la profundidad y sensibilidad religiosas. JT Marshall agrega que el uso de siete generaciones (v. 3) en lugar de setenta años (Jer 29:10) para la duración del exilio apunta a Jeremías hacia una quien deploró el largo exilio. El autor puede haber sido un helenístico judío que vivía en Alejandría, pero es difícil decirlo con certeza.  Los manuscritos más antiguos que contienen la Epístola de Jeremías están todos en  griego.  El fragmento  griego más antiguo (siglo I a. C.) se descubrió en Qumrán. Gifford informa que en su época la gran mayoría de las personas competentes e imparciales los críticos consideraban que el  griego era el idioma original. Como uno de estos críticos Otto Fridolinus Fritzsche dijo: Si alguno de los libros apócrifos se compuso en griego, ciertamente lo fue. El disidente más fuerte de este La opinión mayoritaria fue CJ Ball, quien reunió el argumento más convincente para un original hebreo. Sin embargo, Yale  Semítico erudito Charles Cutler Torrey no quedó convencido: "Si el examen realizado por un estudioso de la minuciosidad y el amplio conocimiento de Ball no puede producir nada mejor que esto, se puede decir sin vacilar que el idioma probablemente no era hebreo". La propia conclusión de Torrey fue que la obra se compuso originalmente en arameo. En los últimos años la marea de opinión ha cambiado y ahora el consenso es que la "carta" fue originalmente compuesta en Hebreo (o arameo).

## Fecha
La fecha de este trabajo es incierta.La mayoría de los eruditos están de acuerdo en que depende de ciertos pasajes bíblicos, en particular Isa 44: 9-20, 46: 5-7, y por lo tanto no puede ser anterior al 540 AC. Dado que se identificó un fragmento (7Q2) entre los rollos en Qumran Cueva 7, no puede ser posterior al 100 a. C.  Se puede encontrar más apoyo para este límite después del cual en una posible referencia a la carta en 2 Macabeos  2: 1–3.
| Carta de Jeremías vv. 4–6 (NEB) | |
| --- | --- |
| Ahora en Babilonia verás dioses hechos de plata, oro y madera sobre los hombros de los hombres, que llenan de temor a las naciones. Tenga cuidado, entonces, de no imitar nunca a estos gentiles; no se deje intimidar por sus dioses cuando los vea en medio de una procesión de adoradores. Pero digan en su corazón: Sólo a ti, Señor, es debido el culto. | Los registros muestran que fue el profeta Jeremías quien ordenó a los exiliados ... que no descuidaran las ordenanzas del Señor, ni se dejaran desviar por la vista de imágenes de oro y plata con todas sus galas. |

Como se mencionó anteriormente, el uso de siete generaciones en lugar de setenta años apunta a un período posterior.  Ball calcula que la fecha es c.  307 - 317 a. C. Tededche señala: Es bien sabido que muchos judíos se sintieron atraídos por cultos extraterrestres durante el período griego, 300 a. C. en adelante, por lo que la advertencia en la carta podría haberse pronunciado en cualquier momento durante este período.
Salmos 137
Reina-Valera 1960
Lamento de los cautivos en Babilonia
137 Junto a los ríos de Babilonia,
```
   Allí nos sentábamos, y aun llorábamos,
   Acordándonos de Sion.
```

2 
Sobre los sauces en medio de ella
Colgamos nuestras arpas.
3 
Y los que nos habían llevado cautivos nos pedían que cantásemos,
Y los que nos habían desolado nos pedían alegría, diciendo:
Cantadnos algunos de los cánticos de Sion.
4 
¿Cómo cantaremos cántico de Jehová
En tierra de extraños?
5 
Si me olvidare de ti, oh Jerusalén,
Pierda mi diestra su destreza.

## Canonicidad
Aunque la "letra" se incluye como una unidad discreta en la Septuaginta, no hay evidencia de que alguna vez haya sido  canónico en la tradición masorética.
La evidencia más antigua que tenemos de la cuestión de su canonicidad que surge en la tradición cristiana se encuentra en la obra de Orígenes de Alejandría, según lo informado por  Eusebio en su  Historia de la Iglesia .  Orígenes enumeró  Lamentaciones y la Carta de Jeremías como una unidad con el Libro de Jeremías propiamente dicho, entre "los libros canónicos tal como los han transmitido los hebreos", aunque los eruditos están de acuerdo que sin duda fue un desliz.
Epifanio de Salamina en su  Panarion  escribe que los judíos tenían en sus libros la Epístola deuterocanónica de Jeremías y el  Baruc, ambos combinados con  Jeremías y  Lamentaciones en un solo libro.
Atanasio de Alejandría menciona lo mismo: incluye la Epístola deuterocanónica de Jeremías y Baruc como parte del Canon del Antiguo Testamento, ambos combinados con Jeremías y Lamentaciones en un solo libro.
Cirilo de Jerusalén declara en su lista de libros canónicos de Jeremías uno, incluyendo Baruc y Lamentaciones y la Epístola.
El Sínodo de Laodicea (siglo IV) escribió que Jeremías y Baruc, las Lamentaciones y la Epístola son canónicas en un solo libro.
Jerónimo proporcionó la mayor parte del trabajo de traducción para la traducción  latín vulgar (popular) de la Biblia, llamada Biblia Vulgata.  En vista del hecho de que no había ningún texto hebreo disponible, Jerónimo se negó a considerar la Epístola de Jeremías, como los otros libros que llamó apócrifos, canónicos.
A pesar de las reservas de Jerónimo, la epístola se incluyó como capítulo 6 del Libro de Baruc en el Antiguo Testamento de la Vulgata.  La Versión King James sigue la misma práctica, mientras coloca a Baruc en la sección  Apócrifos al igual que Biblia de Lutero.  En el canon ortodoxo etíope, forma parte del "Resto de Jeremías", junto con 4 Baruc (también conocido como el "Paraleipomena de Jeremías").
La epístola es uno de los cuatro libros deuterocanónicos que se encuentran entre los Rollos del Mar Muerto (Los otros tres son Salmo 151, Eclesiástico y  Tobías.) La porción de la epístola descubierta en Qumran fue escrita en Griego.  Esto no excluye la posibilidad de que el texto se base en un texto hebreo o arameo anterior.  Sin embargo, el único texto disponible para nosotros tiene docenas de características lingüísticas disponibles en griego, pero no en hebreo;  esto muestra que el texto griego es más que una traducción minimalista.

## Contenido
La carta es en realidad una  arenga contra los ídolos y la idolatría. Bruce M. Metzger sugiere que "uno quizás podría caracterizarlo como un sermón apasionado que se basa en un verso del canónico Libro de Jeremías". Ese verso es Jer 10:11, el único verso en todo el libro escrito en arameo.

Diles esto: "Estos dioses, que no hicieron los cielos ni la tierra, perecerán de la tierra y de debajo de los cielos".
 Jeremiah   10: 11 (NVI)

La obra fue escrita con un propósito práctico serio: para instruir a los judíos que no adoren a los dioses de los Babilonia ns, sino que adoren solo a  el Señor.  Como dice Gifford, "el escritor evidentemente está haciendo un llamado ferviente a las personas que realmente viven en medio del paganismo y necesitan ser advertidas y alentadas contra las tentaciones de la apostasía". El autor advirtió a los  exiliados hebreos que iban a permanecer en cautiverio durante siete generaciones, y durante ese tiempo verían el culto a los ídolos. Se exhortó a los lectores a no participar, porque los ídolos fueron creados por hombres, sin los poderes de habla, audición o autoconservación. Luego sigue una denuncia satírica de los ídolos.  Como explica Gifford, en esta locura de la idolatría "no hay una disposición lógica clara del pensamiento, pero las divisiones están marcadas por la repetición de un estribillo, que aparentemente tiene la intención de dar una especie de aire rítmico a toda la composición". La conclusión reitera la advertencia de evitar la idolatría.

### Ediciones
- Baars, W. (1961). "Two Palestinian Syriac Texts Identified as Parts of the Epistle of Jeremy," Vetus Testamentum 11:77–81.
- Baillet, M., et al., eds. (1962). Les "Petites Grottes" de Qumran, 143. Discoveries in the Judean Desert III. Oxford: Clarendon Press.
- Otto Fridolin Fritzsche (1871). Libri Apocryphi Veteris Testamenti Graece. F.A. Brockhaus. p. 102.
- Alfred Rahlfs, ed. (1935). Septuaginta, 2 vols., 2:766-70. Stuttgart: Privilegierte Württembergische Bibelanstalt.
- Henry Barclay Swete (1899). The Old Testament in Greek According to the Septuagint. University Press. p. 379.
- Weber, Robert, ed. (1994). Biblia sacra: iuxta Vulgatam versionem, 1262–65. Stuttgart: Deutsche Bibelgesellschaft.
- Ziegler, Joseph, ed. (1957).  Ieremias, Baruch, Threni, Epistula Ieremiae, 494–504. Göttinger Septuaginta XV. Göttingen: Vandenhoeck & Ruprecht.

### Traducciones
- Ball, C. J. (1913). "Epistle of Jeremy," in The Apocrypha and Pseudepigrapha of the Old Testament, ed. Robert Henry Charles, 2 vols., 1:596–611. Oxford: Clarendon Press.
- Cook, F. C., ed. (1888). The Holy Bible according to the authorized version (A.D. 1611).: With an explanatory and critical commentary and a revision of the translation by elergy of the Anglican church. Apocrypha. J. Murray. p. 287.
- Dancy, J. C. (1972). The Shorter Books of the Apocrypha, 197–209. The Cambridge Bible Commentary. Cambridge: Cambridge University Press.
- Moore, Carey A. (1977). Daniel, Esther, and Jeremiah: The Additions. The Anchor Bible 44. Garden City, NY: Doubleday.

### Introducciones
- Thomas Kelly Cheyne; John Sutherland Black (1901). Encyclopædia Biblica: A Critical Dictionary of the Literary, Political and Religious History, the Archæology, Geography, and Natural History of the Bible. Macmillan.
- Otto Fridolin Fritzsche; Carl Ludwig Wilibald Grimm (1851). Kurzgefasstes exegetisches Handbuch zu den Apokryphen des Alten Testamentes. Weidmann. p. 205.
- Otto Kaiser (1 de junio de 2004). The Old Testament Apocrypha: An Introduction. Alban Books Limited. ISBN 978-1-56563-693-4.
- James Hastings; John Alexander Selbie; Andrew Bruce Davidson; Samuel Rolles Driver; Henry Barclay Swete (1899). A dictionary of the Bible: dealing with its language, literature, and contents, including the Biblical theology. T. & T. Clark. p. 578.
- Metzger, Bruce M. (1957). An Introduction to the Apocrypha, 95–98. New York: Oxford University Press.
- Moore, Carey A. (1992). "Jeremiah, Additions To," in Anchor Bible Dictionary, ed. David Noel Freedman, 6 vols., 3:698–706. New York: Doubleday.
- Michael E. Stone (1984). Jewish Writings of the Second Temple Period: Apocrypha, Pseudepigrapha, Qumran, Sectarian Writings, Philo, Josephus. Fortress Press. ISBN 978-0-8006-0603-9.
- William Oscar Emil Oesterley (1914). The books of the Apocrypha: their origin, teaching and contents. Revell. p. 506.
- Pfeiffer, Robert H. (1949). History of New Testament Times with an Introduction to the Apocrypha, 426-32.  New York: Harper and Brothers.
- Emil Schürer (1896). A history of the Jewish people in the time of Jesus Christ. T. & T. Clark. p. 195.
- Emil Schürer (14 de noviembre de 2000). History of the Jewish People in the Age of Jesus Christ: Volume 3 (ii) and Index. T&T Clark. ISBN 978-0-567-09373-8.
- Tededche, S. (1962). "Jeremiah, Letter Of," in The Interpreter's Dictionary of the Bible, 4 vols., 2:822-23. Nashville: Abingdon.
- Torrey, C. C. (1945). The Apocryphal Literature: A Brief Introduction, 64–67. New Haven: Yale University Press.
- Theodoor Christiaan Vriezen; A. S. Van Der Woude (2005). Ancient Israelite and Early Jewish Literature: Tenth, Completely Revised Edition of De Literatuur Van Oud-Israël. BRILL. ISBN 978-90-04-12427-1.
- John Mee Fuller (1893). A Dictionary of the Bible: Comprising Its Antiquities, Biography, Geography, and Natural History. J. Murray. p. 361.

| Predecesor: Lamentaciones y Baruc | Carta de Jeremías Libro profético y deuterocanónico del Canon católico y ortodoxo. | Sucesor: Libro de Ezequiel |

- Datos: Q757010